# San Esteban (Coaña)
San Esteban es una aldea perteneciente a la parroquia de Coaña, en el concejo de Coaña, comarca de Eo-Navia, Principado de Asturias, España.